# Vorsorgestiftung VSAO
Die Vorsorgestiftung VSAO mit Sitz in Bern ist eine autonome Schweizer Pensionskasse. Sie versichert als gemeinschaftliche Vorsorgeeinrichtung Assistenz- und Oberärzte, weitere angestellte Ärzte, Akademiker in Weiterbildung sowie die Arbeitnehmer des VSAO, seiner Sektionen und Organisationen im Rahmen der 2. Säule.
Die Vorsorgestiftung wurde 1983 vom Verband Schweizerischer Assistenz- und Oberärztinnen und -ärzte gegründet. Per Ende 2008 waren ihr insgesamt 15'662 aktiv Versicherte sowie 408 Rentenbezüger angeschlossen. Die Vermögensanlagen beliefen sich auf 1.172 Milliarden Schweizer Franken.

## Rechtsgrundlagen
Die gesetzlichen Grundlagen bilden das Bundesgesetz über die berufliche Alters-, Hinterlassenen- und Invalidenvorsorge, das Bundesgesetz über die Freizügigkeit in der beruflichen Alters-, Hinterlassenen- und Invalidenvorsorge sowie die dazugehörigen Verordnungen. Zu den Rechtsgrundlagen zählt zudem das Stiftungsreglement der Vorsorgestiftung VSAO.

## Organisation
Oberstes Stiftungsorgan ist der Stiftungsrat. Dieser setzt sich paritätisch aus je acht Arbeitgeber- und Arbeitnehmervertreter zusammen und wird jeweils auf vier Jahre gewählt. Das operative Tagesgeschäft wird von der dreiköpfigen Geschäftsleitung ausgeführt.